# Варкаус
Варкаус (фин. Varkaus, устар. Варкгауз) — промышленный город и муниципалитет на востоке центральной части Финляндии, в провинции Северное Саво. Площадь муниципалитета составляет 524,55 км², из которой 138,47 км² занимает водная поверхность.

## Население
Население муниципалитета по данным на 2014 год составляет 23 569 человек. Плотность населения — 44,9 чел/км². Официальный язык — финский, является родным для 98,2 % населения. 0,2 % населения считает родным шведский язык и 1,6 % — другие языки. Доля лиц в возрасте младше 15 лет составляет 14,8 %; лиц старше 65 лет — 20,5 %.

## История и география
Варкаус располагается на перешейке озера Саймаа, а одноимённый канал проходит через сам город. Он также сыграл важную роль во время гражданской войны в Финляндии: в 1918 году город был захвачен Красной Армией, но благодаря своему изолированному местоположению в сельскохозяйственной местности вскоре он перешёл к Белой Гвардии. Варкаус был признан торговым городом в 1929 году с появлением целлюлозного комбината A. Альстрома и получил свой устав в 1962 году. Он является популярным местом отдыха для многих финнов, которые путешествуют по системе озёр Саймаа.
Название varkaus переводится с финского как «кража», но это не имеет отношения к городу. В старом финском языке такое же слово означало перешеек и этот город действительно расположен в озёрном районе.

## Экономика
В Варкаусе располагается лесопромышленное подразделение компании Stora Enso Oy. На этом комбинате представлены лесопильное, целлюлозное и бумажное производства, обеспечивающие работой напрямую около 450 человек, а косвенно — ещё около 1500 человек. В регионе в сфере энергетической промышленности создан кластер, обеспечивающий работой около 2000 человек.

## Основные достопримечательности
- Мост Komminselän Silta
- Центр искусств Väinölä
- Обсерватория Härkämäki
- Горнолыжный центр Vattuvuori
- Канал Taipale
- Культурно-историческом музей Varkaus
- Музей механической музыки
- Наблюдательная площадка «Sateenkaari» на водонапорной башне Torni

## Города-побратимы
Варкаус является побратимом с городами:
| - Луань, Китай - Наксков, Дания - Рюкан, Норвегия - Сандвикен, Швеция | - Петрозаводск, Россия - Рюссельсхайм, Германия - Пирна, Германия - Залаэгерсег, Венгрия |

## Галерея

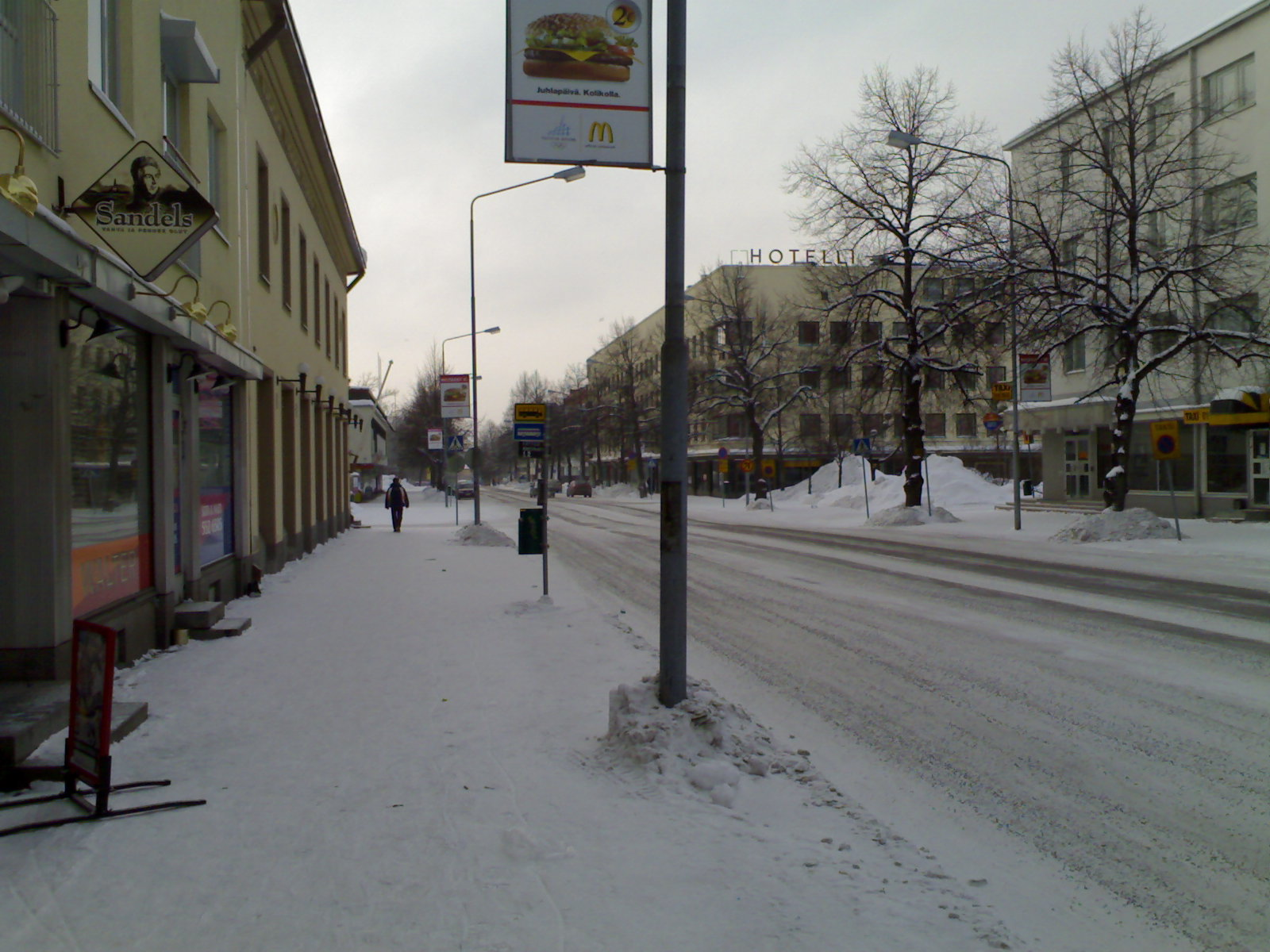
Улица Ahlströminkatu
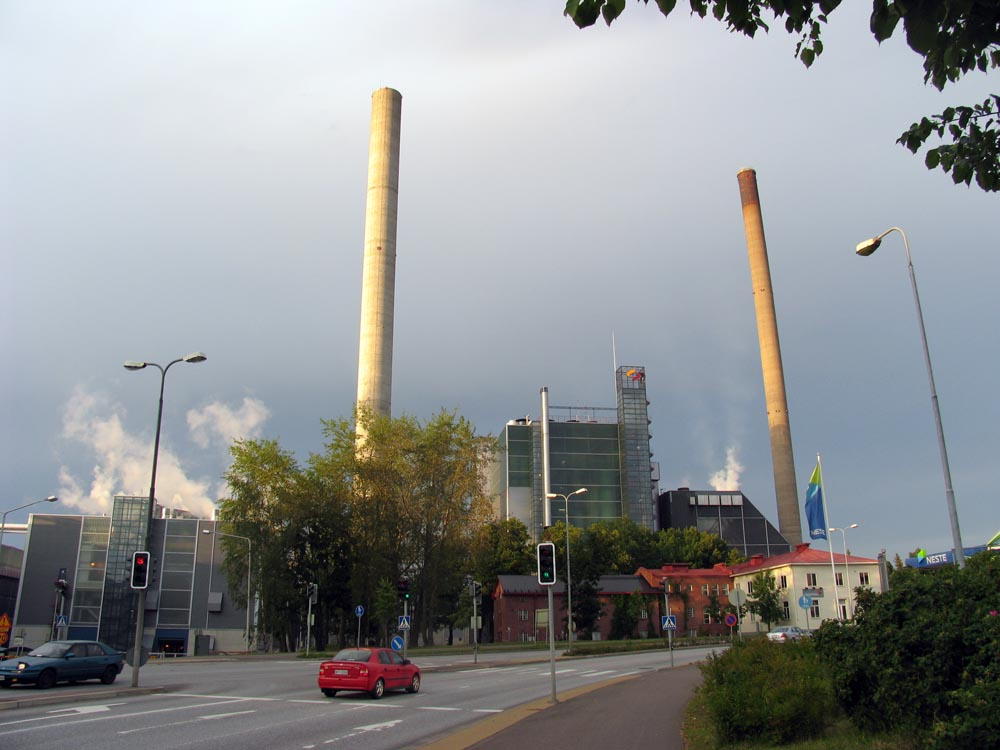
ЦБК в Варкаусе
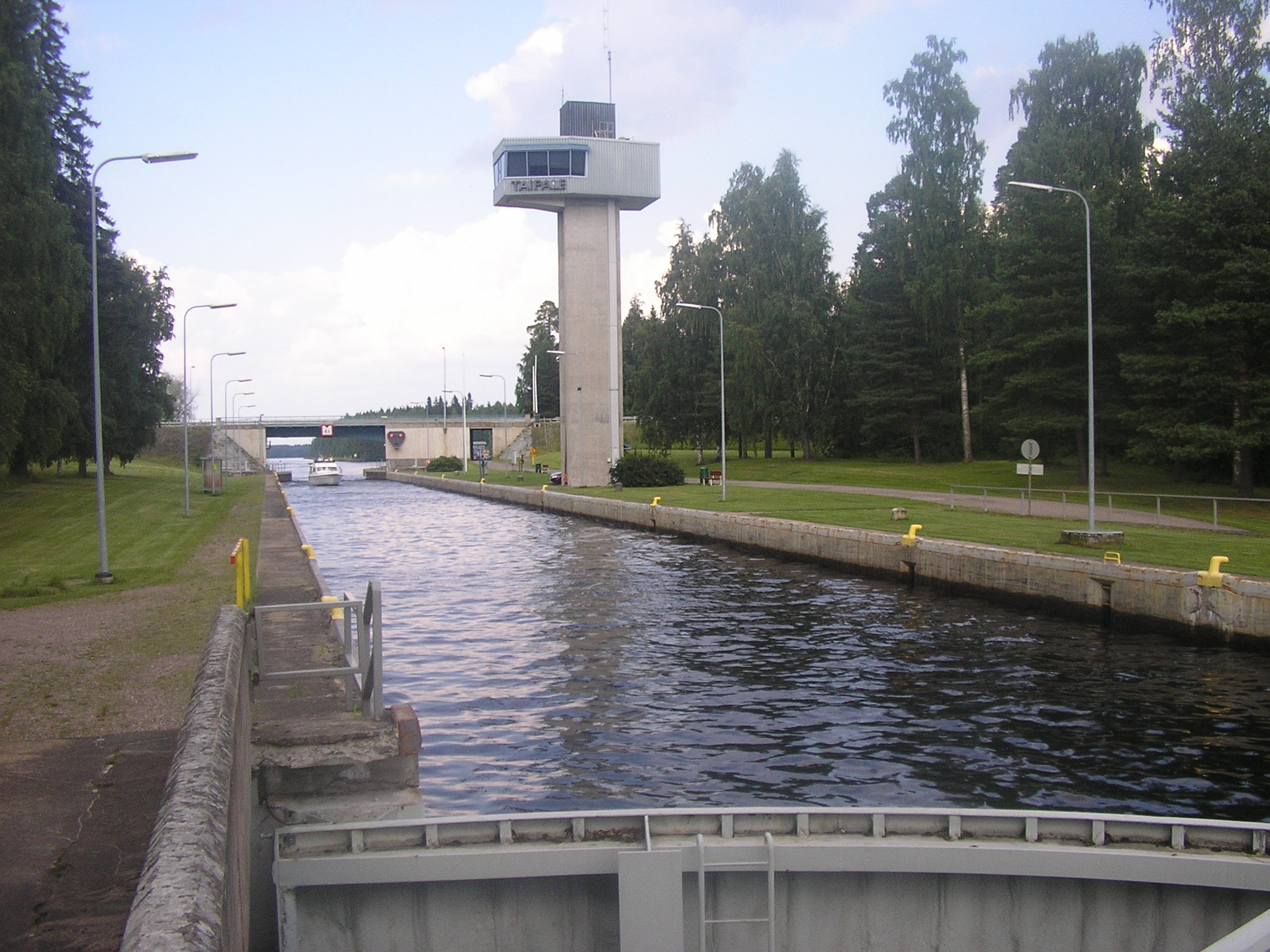
Канал Taipale